# Stoll Strickmaschinen
Die H. Stoll AG & Co. KG ist ein deutsches, im Jahre 2020 von der Karl Mayer Gruppe übernommenes Maschinenbauunternehmen. Das Unternehmen ist spezialisiert auf die Herstellung von Strickmaschinen. Unternehmenssitz ist Reutlingen, Tochterunternehmen bestehen in China (Shanghai), Frankreich, Indien, Italien, Japan und Deutschland.

## Geschichte
Das Unternehmen wurde 1873 von Heinrich Stoll und Christian Schmidt in Riedlingen gegründet. 1891 wurde die erste "Links/Links-Flachstrickmaschine der Welt" erfunden, die auch auf der Weltausstellung in Chicago vorgestellt wurde. Das Unternehmen firmierte zu dieser Zeit Reutlinger Strickmaschinenfabrik H. Stoll & Cie. Das Unternehmen ist Inhaber einer Vielzahl von Patenten. Nach dem Mitgründer Heinrich Stoll wurde die Reutlinger Stoll-Straße benannt, in der sich der Unternehmenssitz befindet. Am 1. Juli 2020 wurde das Unternehmen durch die Karl Mayer Gruppe übernommen.

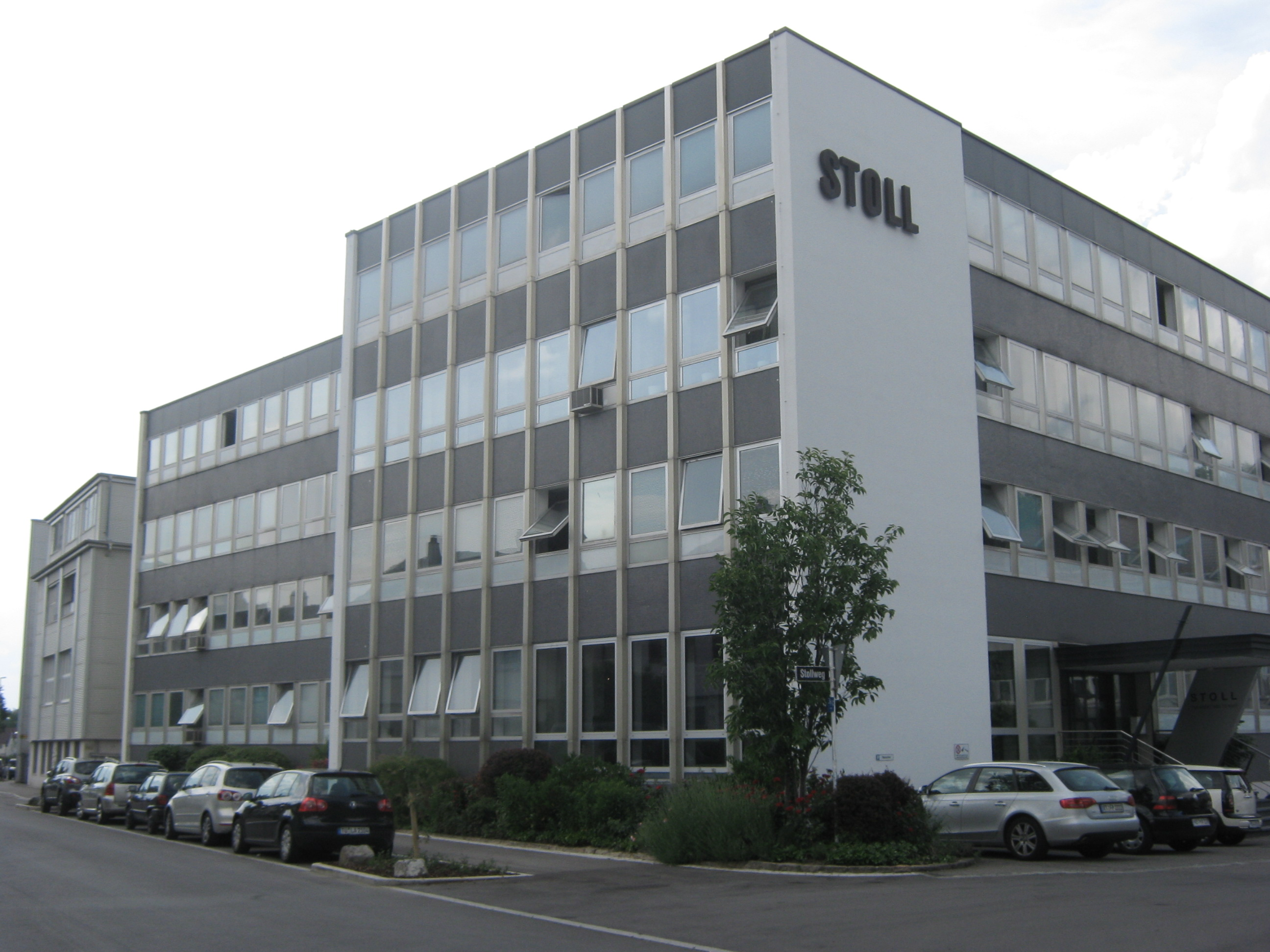
Stoll Verwaltungsgebäude
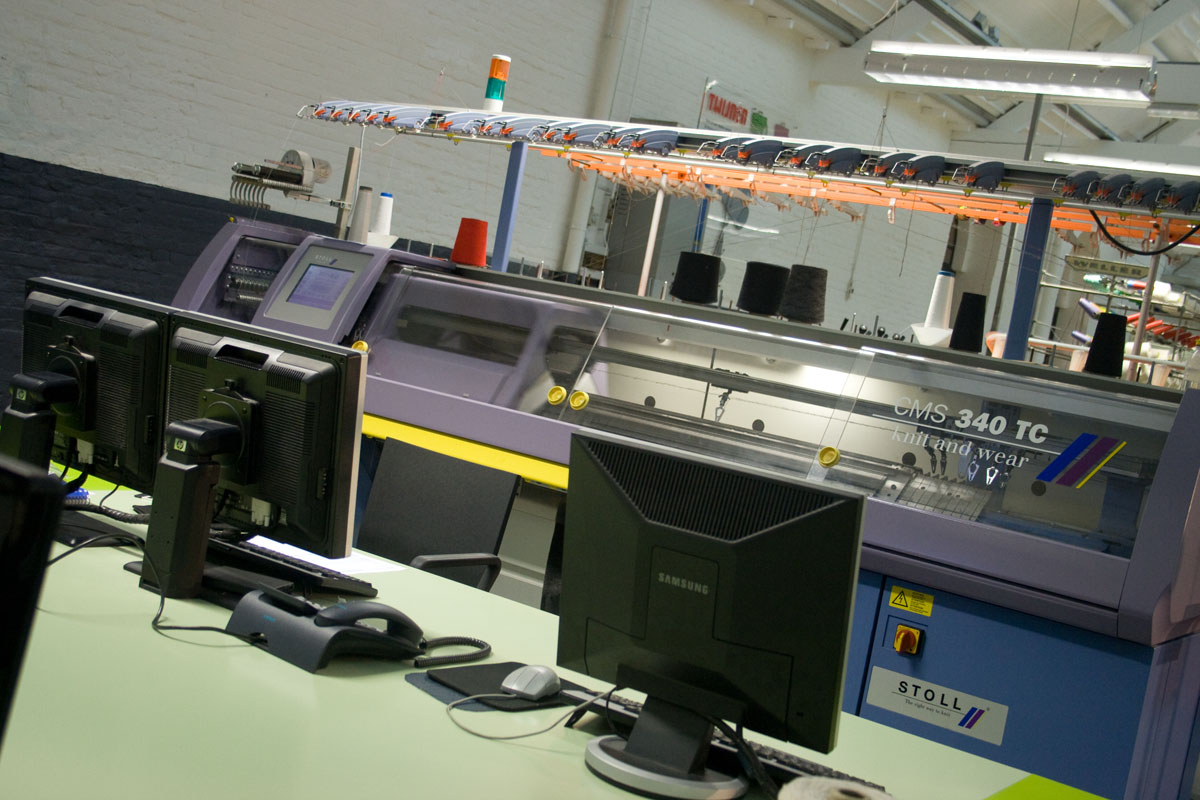
Stoll Flachstrickmaschine
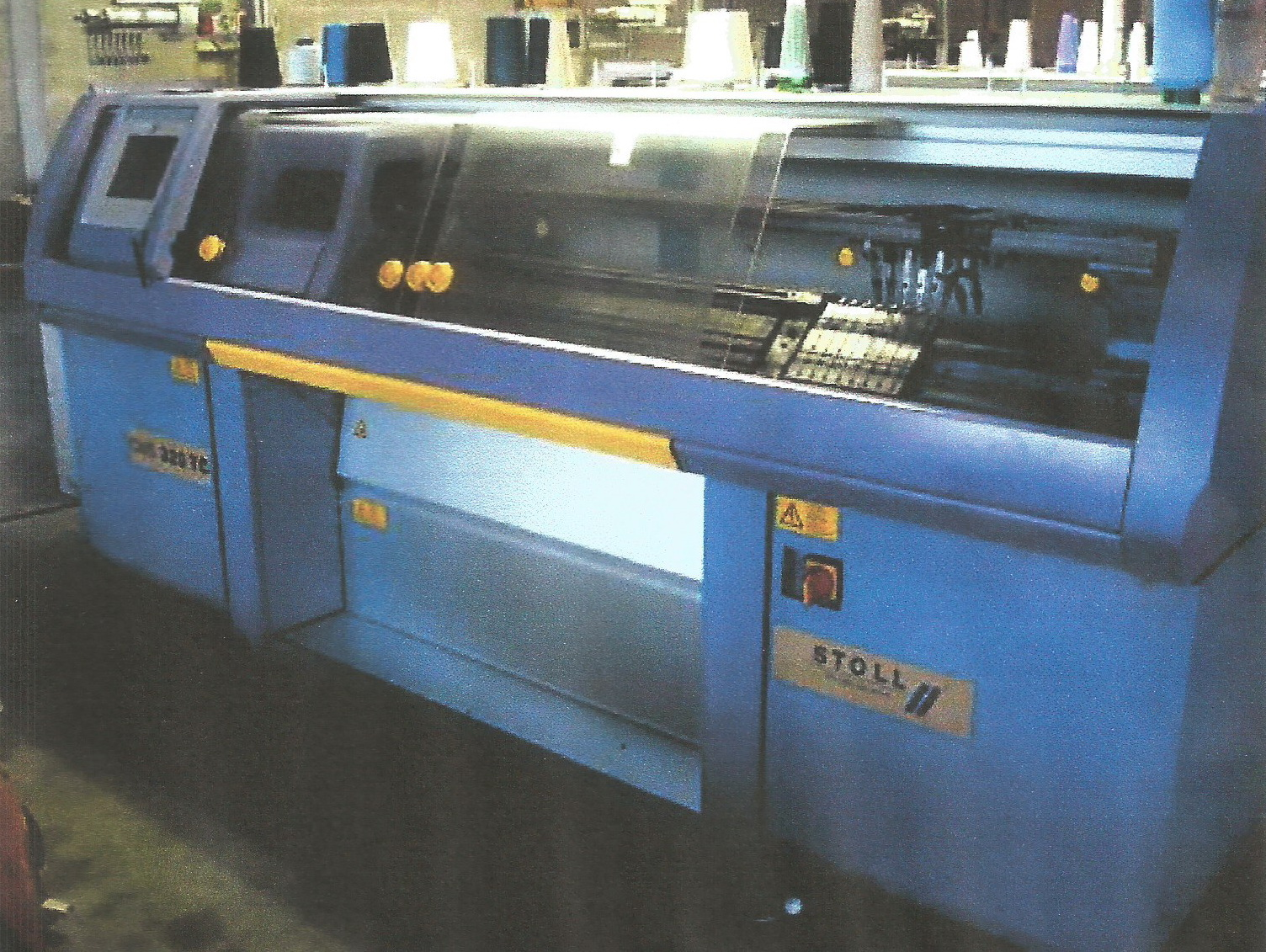
Stoll Flachstrickmaschine

## Organe und Zahlen
Vorstand ist Andreas Schellhammer (CEO). Im Jahr 2008 erwirtschaftete der Konzern mit rund 800 Mitarbeitern weltweit einen Jahresumsatz von 294 Mio. Euro.